# Rohlfsova ciklama
Rohlfsova ciklama (lat. Cyclamen rohlfsianum) je vrsta višegodišnje biljke iz roda ciklama. 

## Rasprostranjenost i stanište
Rohlfsova ciklama je rasprostranjena na relativno malenom području na sjeveroistoku Libije, između Benghazija i Darnaha u regiji Cirenaika. Živi na nadmorskoj visini do 450 metara u području makije, na tlu crvenici, često ispod različitih grmova. 

## Opis
Listovi se pojavljuju u kasno ljeto, i oblika su bubrega. Gornja površina lista je sjajno svjetlozelena, ponekad na sebi ima srebrne šare, dok je donja površina najčešće ljubičasta ili crvenkasta. Dugi su 3.5-11.5 centimetara, a široki su 4.5-15.5 centimetara. Cvjetovi su slatkastog mirisa, pojavljuju se kad i listovi, ponekad malo prije njih. Sastavljeni su od pet latica ovalnog oblika, koja su duge 1.1-2.6 centimetara. Boja im je svjetloružičasta.

## Vanjske poveznice
- International Bulb Society - Galerija fotografija  Arhivirana inačica izvorne stranice od 28. ožujka 2012. (Wayback Machine)

Ostali projekti
|  | Zajednički poslužitelj ima još gradiva o temi Rohlfsova ciklama |
|  | Wikivrste imaju podatke o taksonu Rohlfsova ciklama             |